# Iwamotochō (métro de Tokyo)
Iwamotochō (岩本町駅, Iwamotochō-eki) est une station du métro de Tokyo sur la ligne Shinjuku dans l'arrondissement de Chiyoda à Tokyo. Elle est exploitée par le Bureau des Transports de la Métropole de Tokyo (Toei).

## Situation sur le réseau
La station Iwamotochō est située au point kilométrique (PK) 7,3 de la ligne Shinjuku.

## Histoire
La station a été inaugurée le 21 décembre 1978.

## Services aux voyageurs

### Accès et accueil
La station est ouverte tous les jours.
En moyenne, 48 981 voyageurs ont fréquenté quotidiennement la station en 2015.

### Desserte
- Ligne Shinjuku :

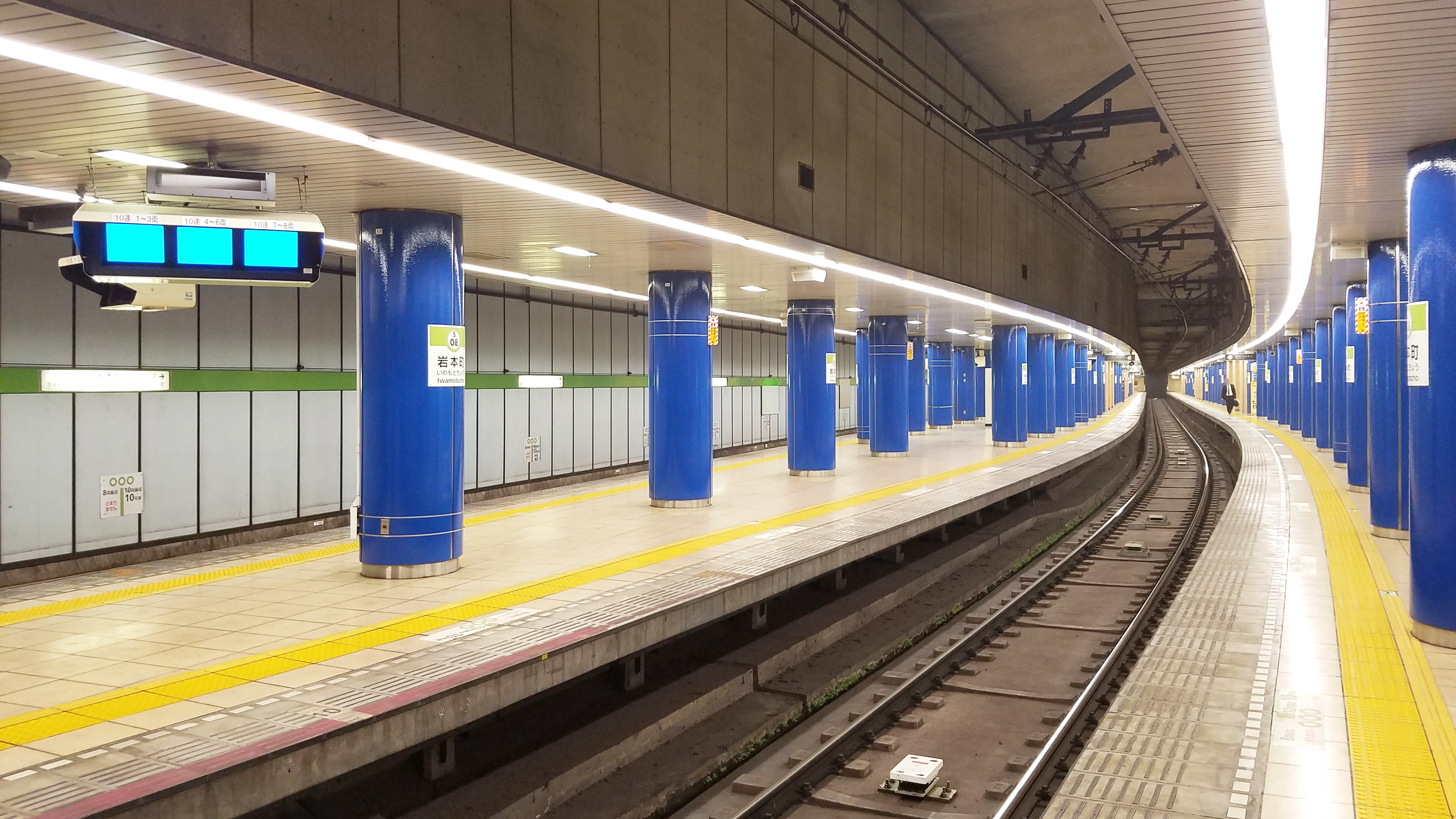
Les quais de la station.

  - voies 1 et 2 : direction Shinjuku (interconnexion avec la ligne nouvelle Keiō pour Hashimoto et Takaosanguchi)
  - voies 3 et 4 : direction Motoyawata

## À proximité
- Iwamotochō